# Justine Augier
Pour les articles homonymes, voir Augier.
Justine Augier, née en 1978 à Paris, est une romancière, essayiste et traductrice française.

## Biographie
Justine Augier est la fille de Marielle de Sarnez et de Philippe Augier. Elle est diplômée de Sciences Po. Elle s'engage aussitôt dans l’humanitaire. Au sein de l'ONG Acted, elle est chargée des projets pour l'Afghanistan.
Elle suit son conjoint lors de ses affectations à l'international. Elle réside cinq ans à Jérusalem. En 2013, après avoir exploré les différents quartiers de la ville, elle publie un portrait sur Jérusalem. 
Elle reçoit le prix Fénéon en 2011, pour son roman En règle avec la nuit. 
En 2017, elle publie une enquête sur Razan Zaitouneh, avocate syrienne enlevée en 2013 à Douma près de Damas.
En 2024, elle publie le récit Personne morale, inspiré par le scandale Lafarge (le cimentier français est mis en examen pour avoir versé des millions d’euros au groupe terroriste Daesh via une usine en Syrie.) La chercheuse et critique Tiphaine Samoyault salue un "récit haletant".

## Publications
- Son absence, Éditions Stock, 2008, 169 p.  (ISBN 978-2-234-06164-4)[8]
- En règle avec la nuit, Éditions Stock, 2010, 210 p.  (ISBN 978-2-234-06477-5) prix Fénéon 2011
- Jérusalem, Actes Sud, coll. « Un endroit où aller », 2013, 164 p.  (ISBN 978-2-330-01939-6)[9]
- La Vie étonnante d'Ellis Spencer, Actes Sud, coll. « Ado : aventure », 2014, 141 p.  (ISBN 978-2-330-03088-9)[10]
- Les Idées noires, Actes Sud, coll. « Littérature française », 2015, 256 p.  (ISBN 978-2-330-04891-4)
- De l'ardeur : histoire de Razan Zaitouneh, avocate syrienne, Actes Sud, 2017, 320 p.  (ISBN 978-2-330-08203-1)[5] prix Renaudot de l'essai 2017
- Par une espèce de miracle : l'exil de Yassin al-Haj Saleh, Actes Sud, 2021, 336 p.  (ISBN 978-2-330-14456-2)[11]
- Croire : sur les pouvoirs de la littérature, Actes Sud, 2023, 144 p.  (ISBN 978-2-330-17483-5)
- Personne morale, Actes Sud, 2024

## Prix
- 2011 : prix Fénéon  pour En règle avec la nuit
- 2017 : prix Renaudot de l'essai pour De l'ardeur : histoire de Razan Zaitouneh, avocate syrienne[12]